# Municipio de Dutchville
El municipio de Dutchville (en inglés: Dutchville Township) es un municipio ubicado en el  condado de Granville en el estado estadounidense de Carolina del Norte. En el año 2010 tenía una población de 17.725 habitantes.

## Geografía
El municipio de Dutchville se encuentra ubicado en las coordenadas 36°7′55.52″N 78°44′51.02″O / 36.1320889, -78.7475056.